# 7월7일 (영화)
7월7일은 2020년에 개봉한 대한민국의 영화이다.

## 캐스팅
- 정이서 : 미주 역
- 김희찬 : 현수 역
- 방은정 : 수인 역
- 윤건일 : 종환 역
- 조영진 : 인국 역
- 이세진 : 대성 역
- 장유빈 : 은지 역
- 윤경호 : 지성 역
- 장우연 : 팀장 역
- 이음 : 약사 역
- 이주희 : 지하철다툼녀 역
- 주진오 : 지하철다툼남 역
- 김진아 : 윤희 역
- 김형주 : 후배 역
- 정수련 : 동아리부원 역
- 조혜령 : 동아리부원 역
- 황의형 : 동아리부원 역
- 김성우 : 대성무리들 역
- 김지현 : 대성무리들 역
- 안수빈 : 오토바이 역
- 이해 : 갓난아기 역
- 고유 : 텔레마케터 직원들 역
- 김나래 : 텔레마케터 직원들 역
- 김다슬 : 텔레마케터 직원들 역
- 김소정 : 텔레마케터 직원들 역
- 민지희 : 텔레마케터 직원들 역
- 박소영 : 텔레마케터 직원들 역
- 설찬미 : 텔레마케터 직원들 역
- 안스완 : 텔레마케터 직원들 역
- 이소라 : 텔레마케터 직원들 역
- 이소라 : 텔레마케터 직원들 역
- 이혜지 : 텔레마케터 직원들 역
- 장유현 : 텔레마케터 직원들 역
- 장현아 : 텔레마케터 직원들 역
- 권소윤 : 육교 사람들 역
- 김우중 : 육교 사람들 역
- 김현 : 육교 사람들 역
- 양연호 : 육교 사람들 역
- 이건우 : 육교 사람들 역
- 이연준 : 육교 사람들 역
- 이현아 : 육교 사람들 역
- 김연우 : 키즈카페 손님 역
- 정수진 : 키즈카페 손님 역
- 강문정 : 카페 손님 역
- 위진 : 카페 손님 역
- 엄태현 : 고깃집 손님 역
- 이자인 : 고깃집 손님 역
- 정수진 : 폴라로이드 소녀들 역
- 조희원 : 폴라로이드 소녀들 역
- 나윤형 : 놀이공원 사람들 역
- 엄태현 : 놀이공원 사람들 역
- 위진 : 놀이공원 사람들 역
- 이자인 : 놀이공원 사람들 역
- 김하나 : 은행상담원 (목소리) 역
- 김영노 : 고객 2 (목소리) 역
- 최이선 : 고객 3 (목소리) 역
- 김시연 : 고객 4 (목소리) 역
- 김종언 : 고객 5 (목소리) 역
- 길해연 : 순희 역 (특별출연)
- 윤승훈 : 만철 역 (특별출연)
- 김꽃비 : 여선배 역 (특별출연)

## 같이 보기
- 2020년 대한민국의 영화 목록